# Saint-Lormel
Saint-Lormel (en bretó Sant-Loheñvel) és un municipi francès, situat a la regió de Bretanya, al departament de Costes del Nord. L'any 2005 tenia 867 habitants.

## Demografia
| 1962                                       | 1968 | 1975 | 1982 | 1990 | 1999 |
| ------------------------------------------ | ---- | ---- | ---- | ---- | ---- |
| 729                                        | 716  | 736  | 780  | 787  | 777  |
| Des de 1962: població sense dobles comptes |      |      |      |      |      |

## Administració
| Període   | Identitat          | Partit |
| --------- | ------------------ | ------ |
| 2001-2008 | Daniel Fraval      |        |
| 2008-     | Pierrick Sorgniard |        |